# Inmigración polaca en Uruguay
La inmigración polaca en Uruguay es el movimiento migratorio de ciudadanos provenientes de Polonia hacia territorio uruguayo. La misma comenzó a finales del siglo XIX.

## Historia
La inmigración de polacos a Uruguay comenzó en la segunda mitad del siglo XIX, tras el Levantamiento de Enero. Los primeros en arribar al país fueron refugiados políticos, entre los que destacan, el médico Julio (Julian) Jurkowski –primer profesor de anatomía y decano de la Facultad de Medicina–, el docente y funcionario Erazm Bogoria-Skotnicki, y el arquitecto Jan Łukasiewicz.

Con el transcurso de los años, la cantidad de inmigrantes polacos aumentó. Se trataba, en su mayoría, de trabajadores manuales que eran empleados en el sector de la construcción, la agricultura o en el lanero. Asimismo, eran predominantemente de fe católica, sin perjuicio de la llegada de un considerable número de judíos polacos que utilizaban el yidis como lengua materna.

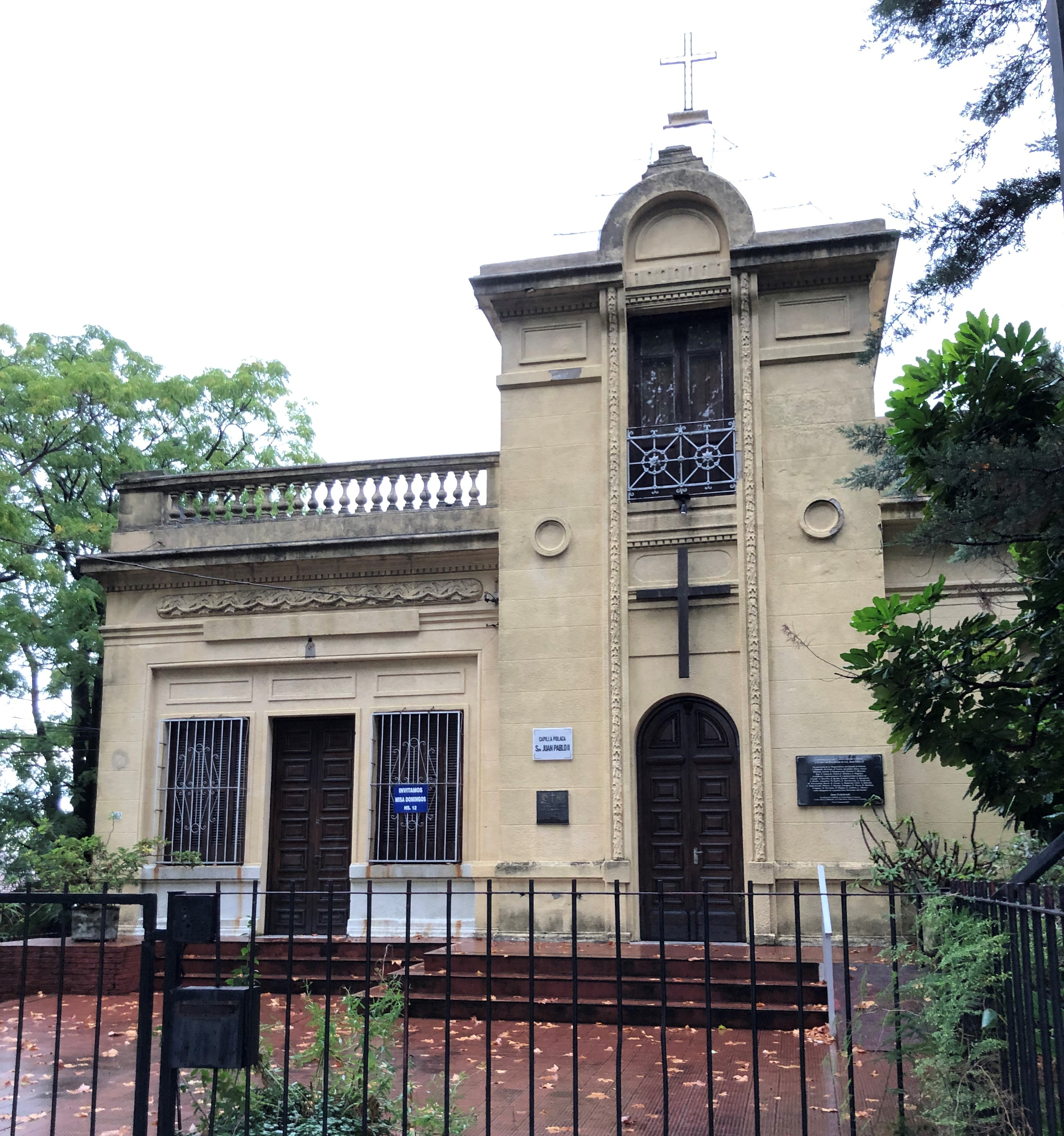
Sede de la Casa Polaca de Montevideo

El 22 de julio de 1920 la República Oriental del Uruguay y la Segunda República Polaca establecieron relaciones diplomáticas. En 1921, con el objetivo de preservar su cultura, se fundó primera organización polaca en Uruguay, que en 1929 adquirió el nombre de Sociedad Polonesa Mariscal Józef Pilsudski.
En 1932, por iniciativa de los sacerdotes palotinos Augustyn Zaraz y Józef Chudziński, se construyó la primera iglesia polaca de Uruguay, ubicada en el barrio montevideano de Atahualpa. En el mismo predio se estableció la Casa Polaca, donde se organizó una biblioteca y una escuela para que los hijos de los inmigrantes pudieran tomar clases de lengua e historia del país de sus antepasados.
En el período de entreguerras, se estima que llegaron a Uruguay, aproximadamente 8.000 inmigrantes polacos. Durante la Segunda Guerra Mundial, la comunidad polaca organizó diversas campañas de apoyo y 100 voluntarios se trasladaron a Europa a luchar bajo el mando del general Władysław Sikorski.
Después del conflicto bélico, la diáspora polaca en Uruguay comenzó a crecer, debido a la instalación de un régimen comunista en Polonia.